# Малиновый цвет
Малиновый (#E30B5C)
Мали́новый — яркий насыщенный оттенок красного, смешанного с синим цветом, цвет малины. Является дополнительным к зелёному.

## Определение
Границы формулировок, что есть малиновый цвет, достаточно широки. В различных источниках он определяется как: «тёмно-красный, цвета ягод малины», «густо-красный с фиолетовым оттенком, цвета малины» (Ожегов С. И., Шведова Н. Ю. «Толковый словарь русского языка»), «насыщенно-розовый, с лиловым оттенком» (Василевич А. П., Кузнецова С. Н., Мищенко С. С. «Цвет и название цвета в русском языке»).

## История
В Англии малиновый традиционно связывают с насилием, отвагой и мученичеством. Он ассоциируется с кровью. В доколумбовом Перу малиновый шнур/нить в узелковой письменности кипу обозначал Инку (Короля, Монархию). На такой нити могли располагаться также узлы «времени», то есть для указания на срок правления Инки. Например, 4 узла — это четыре года правления Инки. 
Обозначение цвета происходит от названия ягоды малина. Слово «малина» в русском языке появилось в XVII веке.
В регулярной армии Российской империи этот цвет был одним из основных цветов приборного сукна (для деталей обмундирования). Все стрелковые подразделения с 1870-х годов имели малиновые погоны с жёлтой шифровкой. Для военнослужащих стрелковых войск России и Союза ССР применялись знаки различия имеющие малиновые цвета: околыш фуражки, погоны, петлицы, канты (выпушки) и так далее. 
Малиновый пиджак — в начале 1990-х один из атрибутов «нового русского» наряду с золотой цепью.

## Сфераденотации
Цвет используется в описании внешности человека; одежды и аксессуаров; природных явлений. Одна из версий происхождения выражения «малиновый звон» (мягкий по тембру звон колоколов, колокольчиков, бубенцов) — от названия цвета. По этой гипотезе (малиновый — красный — прекрасный — красивый) учитывается близость малинового и красного цветов, последний же вообще сливается с понятием «красивый». В своей работе «О духовном в искусстве» Василий Кандинский так пишет о малиновом: «Малиновый — излюбленный цвет девушек, ему соответствует звук колокольчиков и бубенцов, который русские называют „малиновым звоном“».

## Галерея

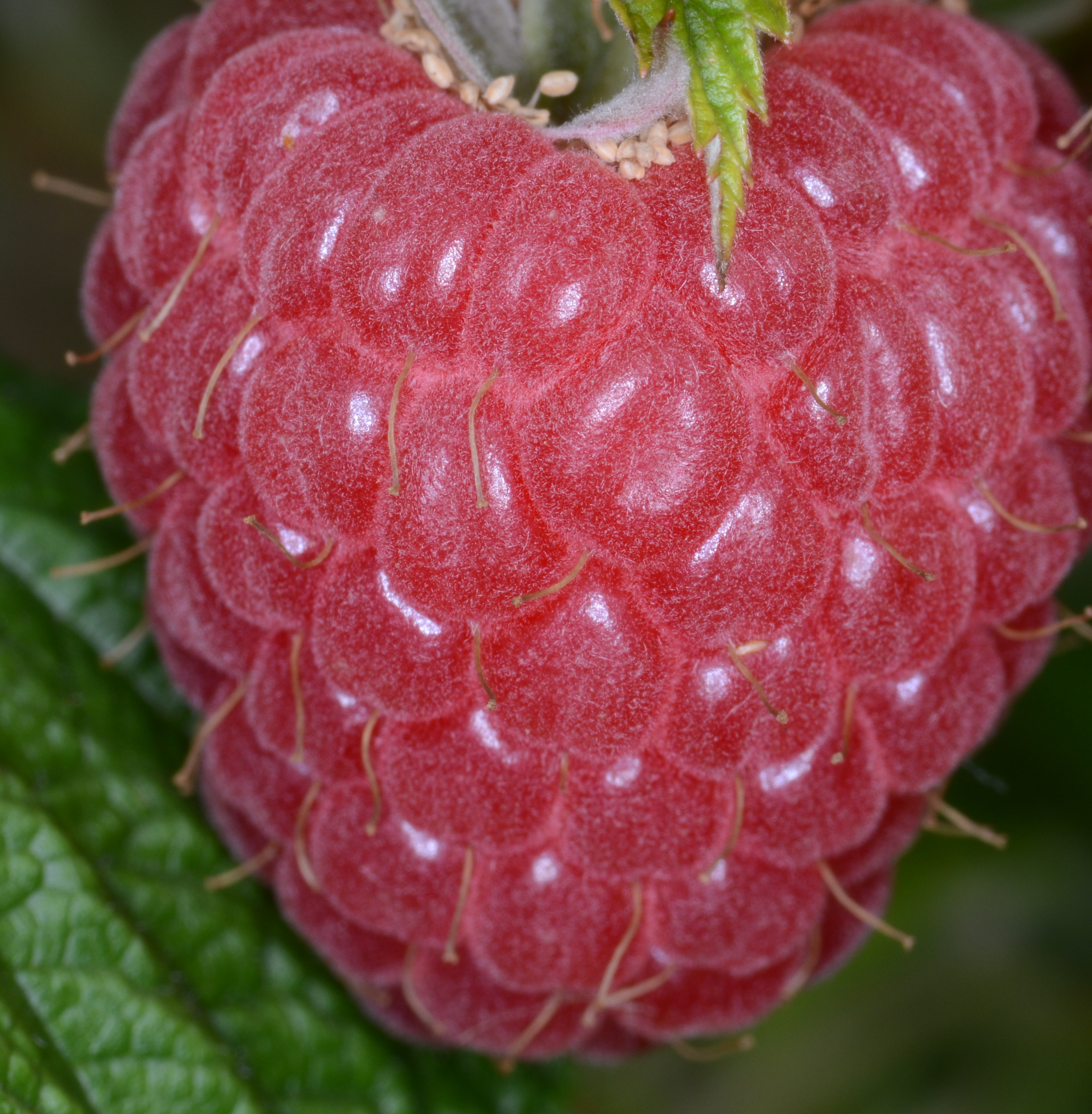
Малина — эталон малинового цвета
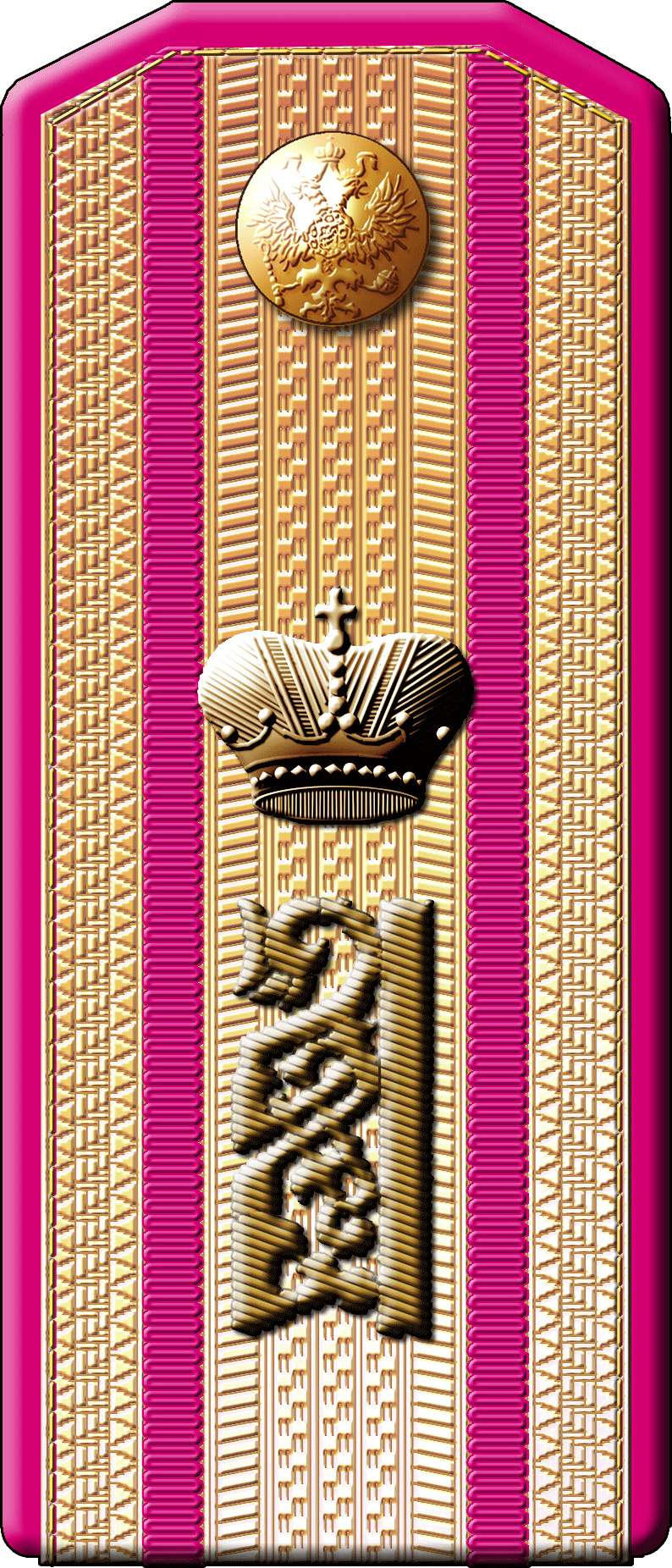
Погон полковника, 12-го Восточно-Сибирского Его Императорского Высочества Государя Наследника Цесаревича стрелкового полка (погон по состоянию на 1904 — 1909 годы)
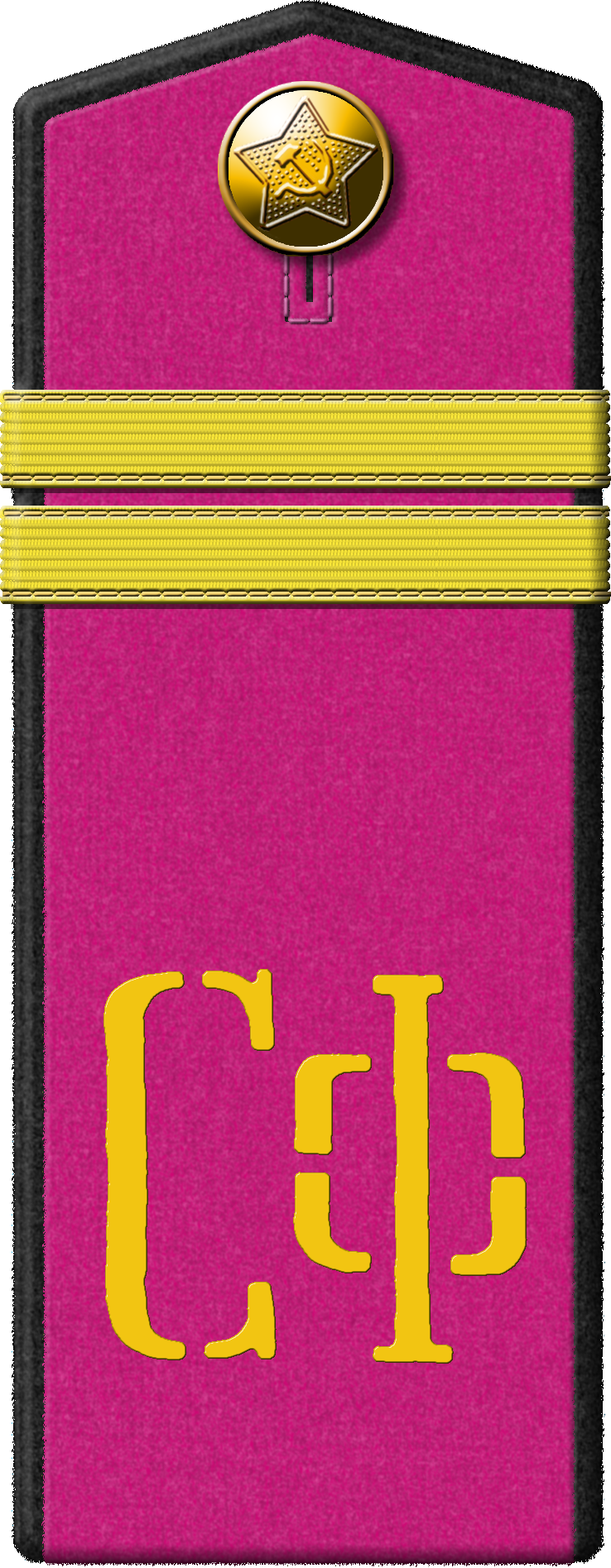
Погон младшего сержанта стрелкового формирования Северного флота ВМФ СССР (погоны повседневные образца 1943 года)